# Tramvajová smyčka Podbaba

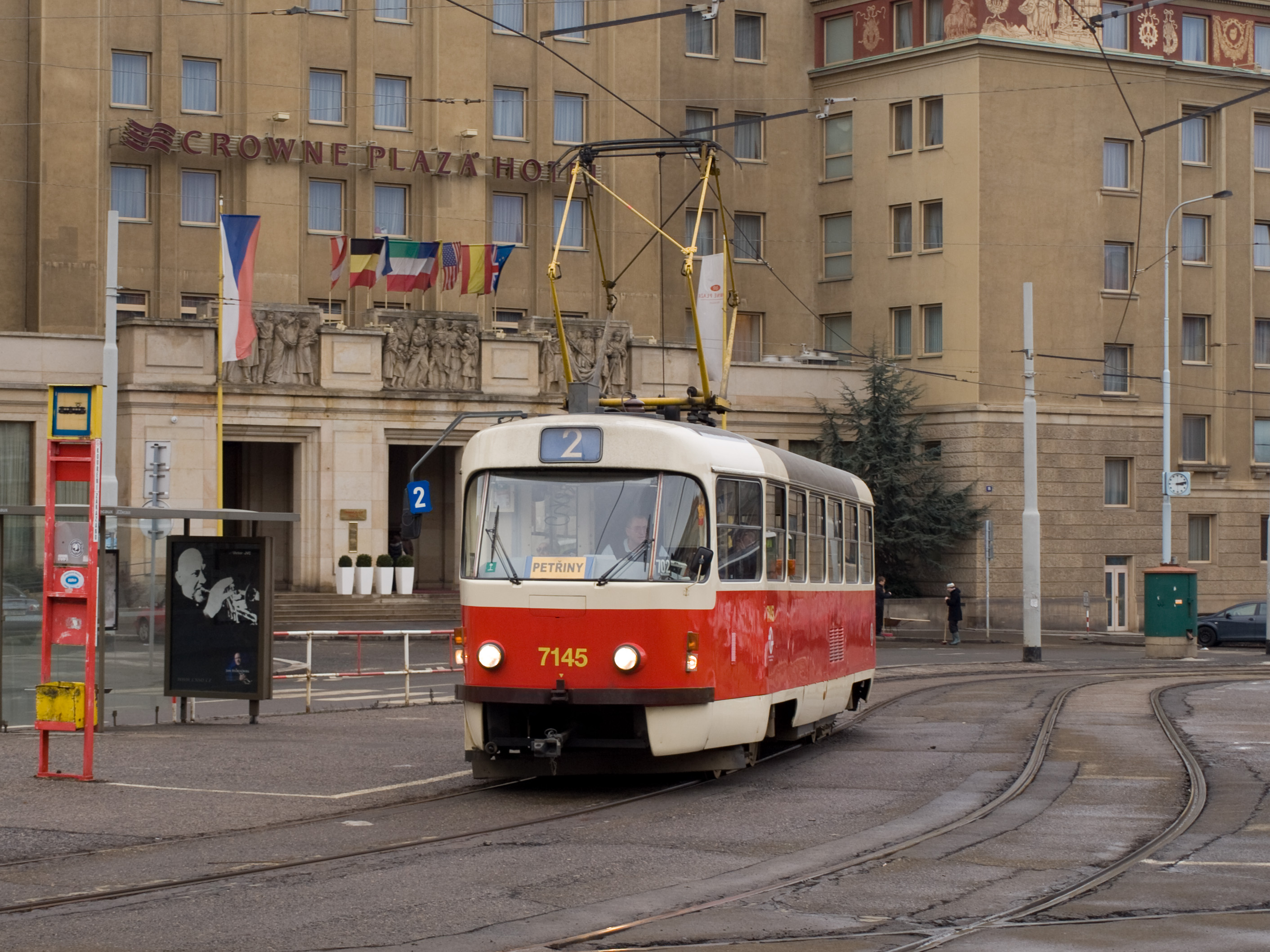
Vůz Tatra T3SUCS vypravený na linku 2 stanicuje v nástupní zastávce vnější koleje smyčky

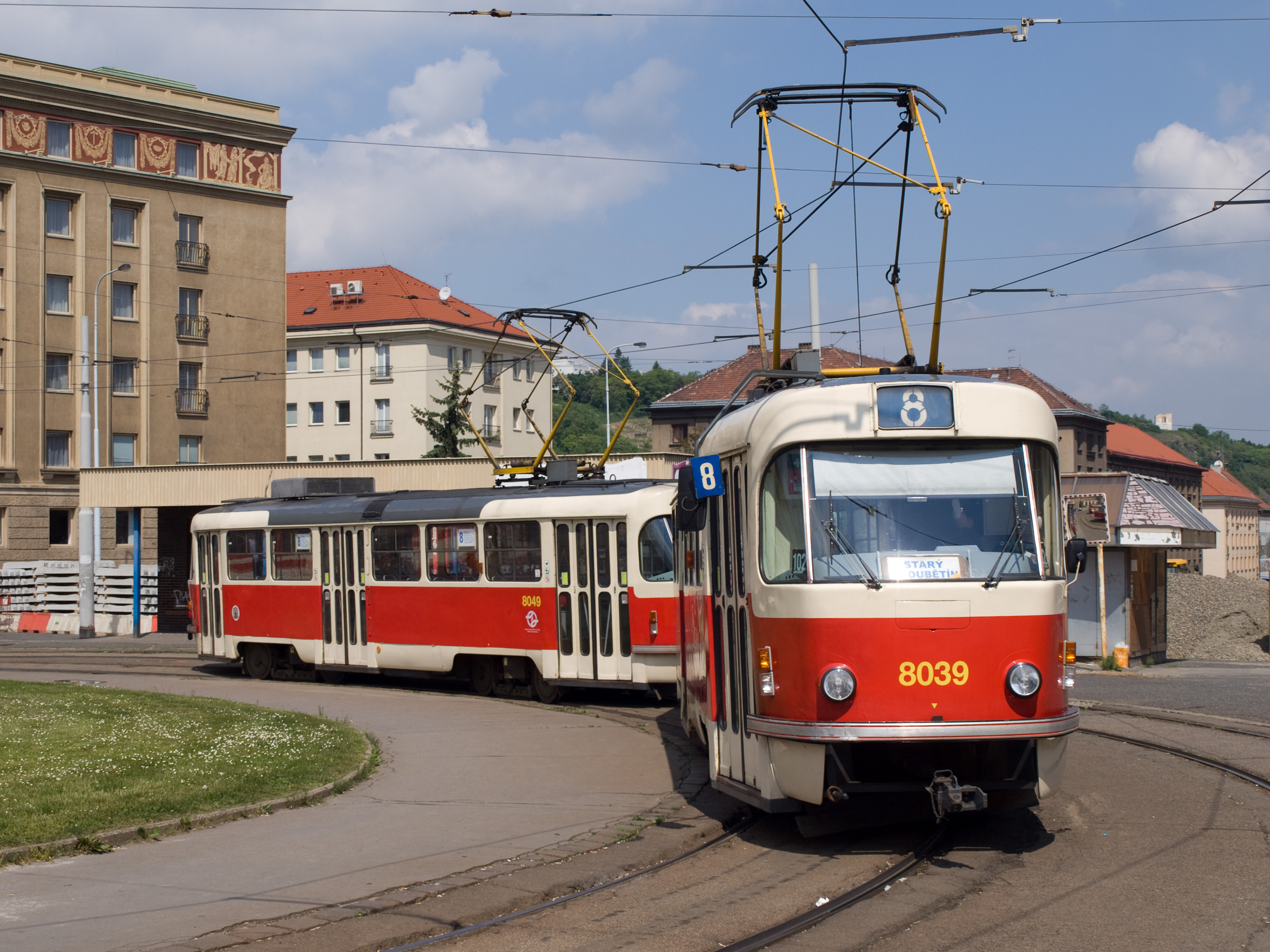
Souprava vozů Tatra T3M manipuluje na vnitřní koleji smyčky

Tramvajová smyčka Podbaba na pomezí pražských čtvrtí Bubenče a Dejvic byla zprovozněna roku 1947 a zrušena v roce 2011. Byla dvoukolejná, protisměrná.

## Popis
Smyčka ležela na bývalém náměstí Družby obklopena Terronskou ulicí v blízkosti hotelu International (hotel Crowne Plaza Prague či Družba). Tramvajová trať do smyčky přicházela ulicí Jugoslávských partyzánů, na jejímž konci překonávala Čínskou ulici. Po úrovňovém křížení se pravá traťová kolej rozdělila na rozjezdové výhybce na vnější a vnitřní kolej. Vnější kolej byla projížděna levotočivě, vnitřní pravotočivě. Po objetí smyčky se obě koleje na sjezdové výhybce opět spojily do jedné traťové a pokračovaly do centra.

### Předjízdná kolej

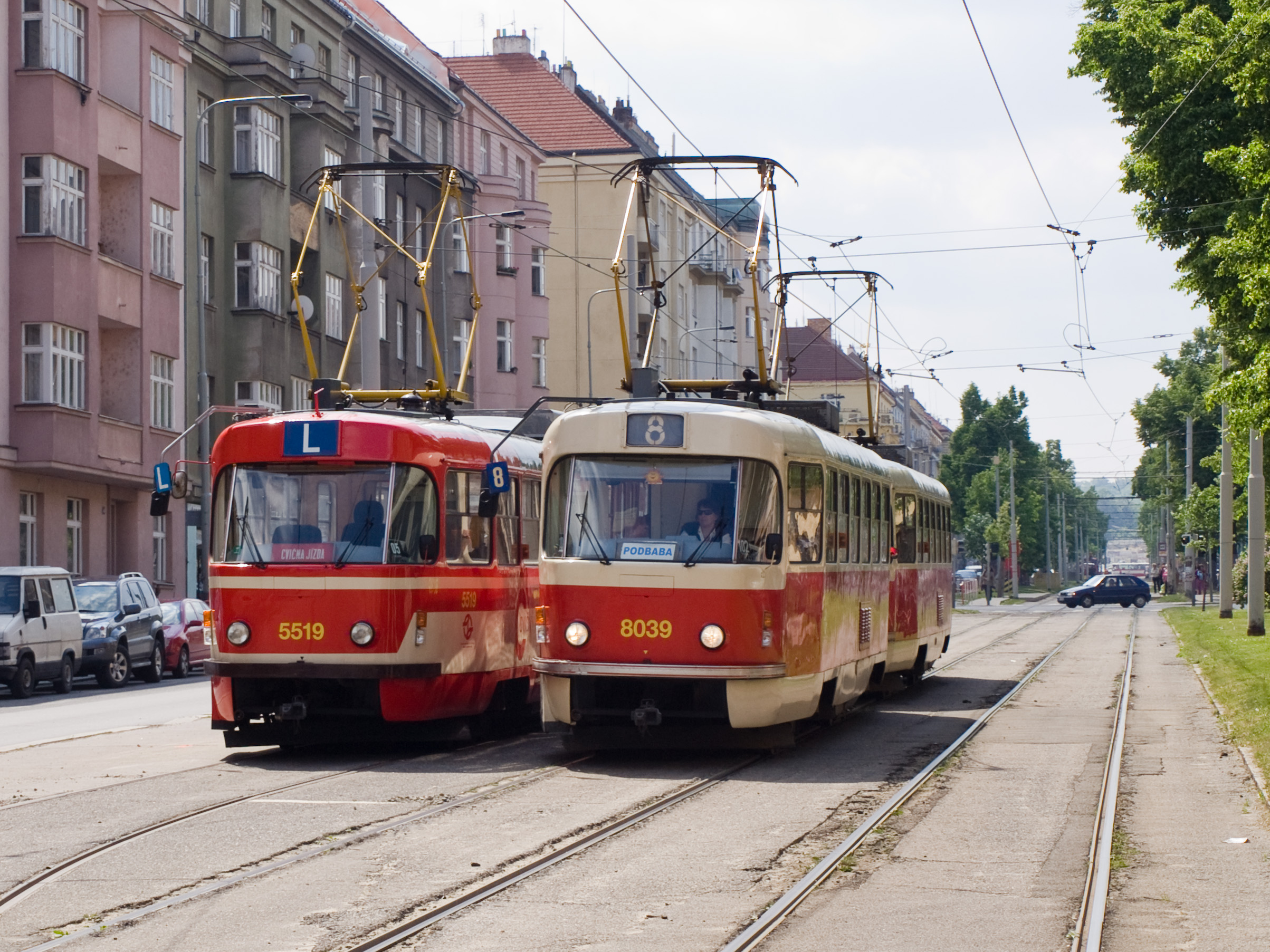
Souprava vozů Tatra T3M vypravená na linku 8 projíždí kolem cvičného vozu téhož typu manipulujícího na předjízdné koleji

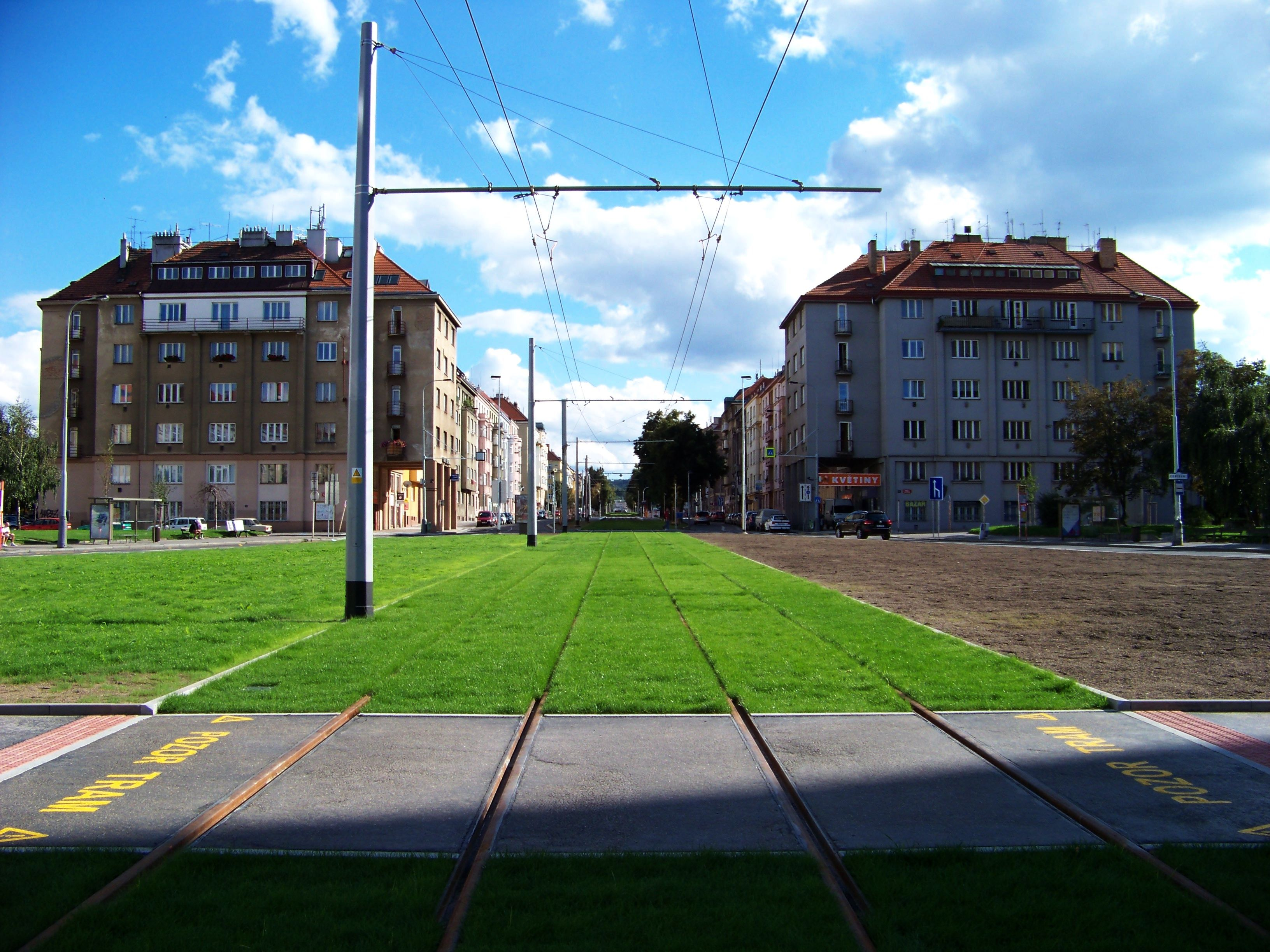
Místo bývalé smyčky po prodloužení

Před vjezdem do smyčky byla ještě předjízdná kolej, která se oddělovala od pravé traťové koleje přibližně 200 metrů před smyčkou samotnou, vedla s ní paralelně a po cca 100 metrech na sjezdové výhybce opět připojila, překonala silniční přejezd a vstoupila do smyčky.

## Zrušení smyčky
Poslední pravidelná linka ze smyčky vyjela v 0.26 dne 16. května 2011, jednalo se o přejezdové pořadí linky 8 na linku 51. Počínaje dopolednem téhož dne začala být smyčka postupně snášena. Po úplném zrušení byla smyčka nahrazena dvojicí kolejí s nácestnými zastávkami Zelená, které jsou umístěny v prostoru bývalé předjízdné koleje (tedy v odlišném umístění od provizorních).